# Raphitoma pruinosa
Raphitoma pruinosa é uma espécie de gastrópode do gênero Raphitoma, pertencente a família Raphitomidae.